# Радиново
Радиново е село в Южна България. То се намира в община Марица, област Пловдив. Името на селото се среща понякога и като Раденово.

## География
Село Радиново се намира в Горнотракийската низина, на 7 km северозападно от град Пловдив на надморска височина 172 m. Площта на селото е 1270,5 ha.

## История
Според местното предание името на селото идва от Ради – млад, непокорен и горд българин, живял по времето на османската власт. Селото, в което Ради живеел, се намирало между река Потока и сегашното село Войсил. Турци отвлекли няколко от най-хубавите моми в селото, между които и изгората на Ради. Вечерта той събрал една дузина младежи, изколват турците и освобождават девойките. За да избегнат отмъщение, бягат в гъстата гора. След това Ради с младежите се заселват на мястото, където днес е село Радиново.
Това обаче е според преданията. Историческите сведения обаче говорят друго, и според тях Радиново е старо селище, съществувало през Средновековието и преживяло османското нашествие.
Най-ранните сведения за селото се съдържат в акънджийския регистър от 1472 г., където селото е описано като „село Радин Ова Геберан“, част от нахията Филибе (Пловдив) – (НБКМ-Сф, ОО – ОАК 94/73, л.48а – справка на сътрудника на Ориенталския отдел на НБКМ-Сф Стоян Шиваров. Копие от справката – в личния архив на Любомир Василев от село Кочево, Пловдивско). Сведения за селото под имената „Село Раднева, спадащо към Филибе“ има и в регистъра на доганджиите-соколари от 1477 г. (НБКМ-Сф, ОО – Д 649 – Извори за българската история, том 10, Сф, БАН, 1964 г., стр. 161) и под името „село Радинова“ от каазата Филибе (Пловдив) в целокупния кратък регистър на Османската империя от 1530 г.(Istanbul – BOA, TD 370,s.93).
Османски документи за село Радиново от периода ХV-ХVІІ в.:
Подробен регистър на акънджиите от 1472 г. – „Нахия Филибе (Пловдив). Село Радин Ова Геберан“ – НБКМ-Сф, ОО – ОАК 94/73, л.48 а. В дефтера на акънджиите от 1472 г., под името на селото – Радин Ова Геберан са посочени всичко главите на 23 домакинства, като всичките имена на данъкоплатците са до едно християнски.(това е най-ранният известен османски данъчен регистър за района на Пловдивско и все още не е публикуван).
Подробен регистър на доганджиите-соколари от 1477 г.(НБКМ-Сф, ОО – Д 649) – „Село Раднева, спадащо към Филибе. Къщи (неверници – т.е. християни) – 3. Доход – 256 (акчета)“. – Извори за българската история, том 10, Сф, БАН, 1964 г., стр.161.
Подробен регистър на тимарската ленна рая в Пловдивско и Старозагорско от 1489 г. – „Нахия Филибе. Село Радинова“ – Istanbul – BOA, TD 26,s.99 (споменато е в една странична бележка в полета на л.99 от дефтера, заедно с още 6 пловдивски села). Пак в същия дефтер от 1489 г. – „Тимар на Мурад, син на Сенкур, сераскер на вилаета, и на Халил. Владеят го и участват в походите. Село Радинова“ – Istanbul – BOA, TD 26,s.149.
Подробен войнишки регистър на Пловдивско от 1495 г.(?) – „Село Радинова, спада към Филибе“ (НБКМ-Сф, ОО – Пд 1/87) – Извори за българската история, том 20, Сф, БАН, 1974 г., стр. 186 – 196.
Съкратен целокупен регистър на цялата Османска империя от 1530 г. – „Каза Филибе (Пловдив)...Село Радинова. Ханета (къщи) неверници (т.е. българи-християни) – 45. Ханета (къщи) вдовици – 6. (общо всичко 51 ханета/къщи). Доход – 4300(акчета)“ – Istanbul – BOA, TD 370,s.93.
Подробен войнишки регистър на Пловдивско от 1573 г. – „Село Радин от казата Филибе“ (Istanbul – BOA MAD 363,s.373) – Ст. Андреев, Е. Грозданова – „Българите през ХVІ в.“, Сф, 1986 г., стр.66 – 68.
Съкратен иджмал регистър на данъка джизие за Пловдивско от 1635 г. (НБКМ-Сф, ОО – ф.88, а.е.50) – „Село Радинова – 20 ханета (т.е. къщи християни), нови – 2 (ханета, т.е. къщи – хриситияни), всичко 22 ханета (къщи) християни“. – Турски извори за българската история, том 8, Сф, 2001 г., стр. 21 – виж № 51.
Съкратен иджмал регистър на данъка джизие за Пловдивско от 1651 г. (НБКМ-Сф, ОО – Пд 17/28) – „Село Радинова – 12 ханета (т.е. къщи – хриситияни).“ – Турски извори за българската история, том 8, Сф, 2001 г., стр. 216.
Подробен регистър на извънредния данък „авариз“ за Пловдивско от 1695 г. (Istanbul – BOA, MAD 3604, s. 70 – 87, където са описани селата от нахия Коюндепеси на казата Филибе, сред които е и Радиново) – „Каза Филибе...Нахия Коюндепеси...Село Радинова. Чифлици мюсюлмани – 2. Ханета (къщи) на неверниците (т.е българите-християни) в споменатато село – ханета (къщи) рая (обикновеното население) – 7, ханетата на войниците от село – общо 24 ханета (къщи). Всичко ханета (къщи) от споменатото село Радинова – общо 33 ханета (къщи). Мюсюлмани – 2 ханета (къщи). Неверници – 31 ханета (къщи).“ – Сборник „Ege Ünıversıtesi edebiat fakultesi yaınları. Tarih ıncelemleri Dergisi – cilt/volume XXII(22), sayı/number 2,aralık/december 2007, Bornova – Izmir.Prof.dr.Ahmet Özgiray`a armağan“ – вижте статитията на турския историк-османист доцент Туран Гьокче – „Turan Gökçe – 1695 Tarihli mufassal avariz defterine göre Filibe kazasında nüfus ve yerleşme düzeni“, s.99 (вижте графи 2 – 7 от посочената таблица с цифровите извадки от дефтера).

## Население
Численост на населението според преброяванията през годините:
| \| Година на преброяване \| Численост \| \| --------------------- \| --------- \| \| 1934 \| 677 \| \| 1946 \| 776 \| \| 1956 \| 863 \| \| 1965 \| 805 \| \| 1975 \| 774 \| \| 1985 \| 757 \| \| 1992 \| 767 \| \| 2001 \| 753 \| \| 2011 \| 754 \| \| 2021 \| 855 \| |           |
| Година на преброяване | Численост |
| 1934 | 677       |
| 1946 | 776       |
| 1956 | 863       |
| 1965 | 805       |
| 1975 | 774       |
| 1985 | 757       |
| 1992 | 767       |
| 2001 | 753       |
| 2011 | 754       |
| 2021 | 855       |

### Етнически състав
Преброяване на населението през 2011 г.
Численост и дял на етническите групи според преброяването на населението през 2011 г.:
|                     | Численост | Дял (в %) |
| Общо                | 754       | 100.00    |
| Българи             | 660       | 87.53     |
| Турци               |           |           |
| Цигани              |           |           |
| Други               | 0         | 0.00      |
| Не се самоопределят | 0         | 0.00      |
| Неотговорили        | 94        | 12.47     |

## Културни и природни забележителности
Историческа забележителност в село Радиново е паметна плоча, открита през 1981 г. в чест на 1300 години от основаването на България. На нея са изписани имената на загиналите местни участници в Балканската война 1912-1913 г., Първата световна война – 1914-1918 г., Отечествената война – 1944-1945 г.

## Редовни събития
Последната събота на месец май (летен Никулден) – традиционен събор на селото.

## Икономика
Близо до селото се намират
- Завод за бяла техника „Либхер – Хаусгерете Марица“
- Завод за електроматериали SCHNEIDER ELECTRIC
- Завод за преработка на тютюн „Сокотаб“
- Хлебозавод „Лозана“
- Логистична база Фреш Лоджик
- Завод за преработка на череши „Агри България“ЕООД